# Educació a Estònia

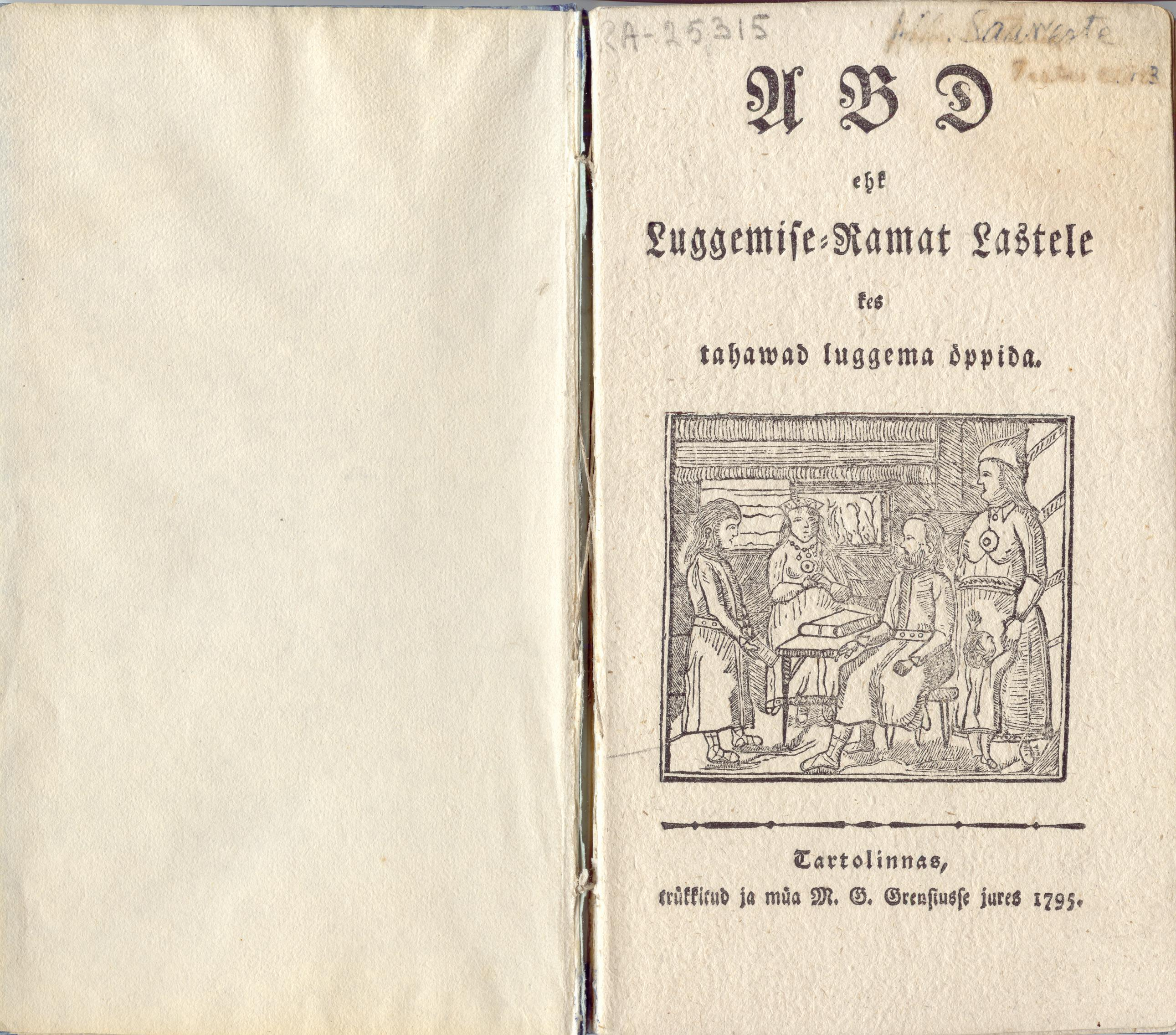
ABD ehk Luggemise-Ramat Lastele ("ABD o el llibre de lectura per a nens"), llibre de text d’Otto Wilhelm Masing, portada (1795).

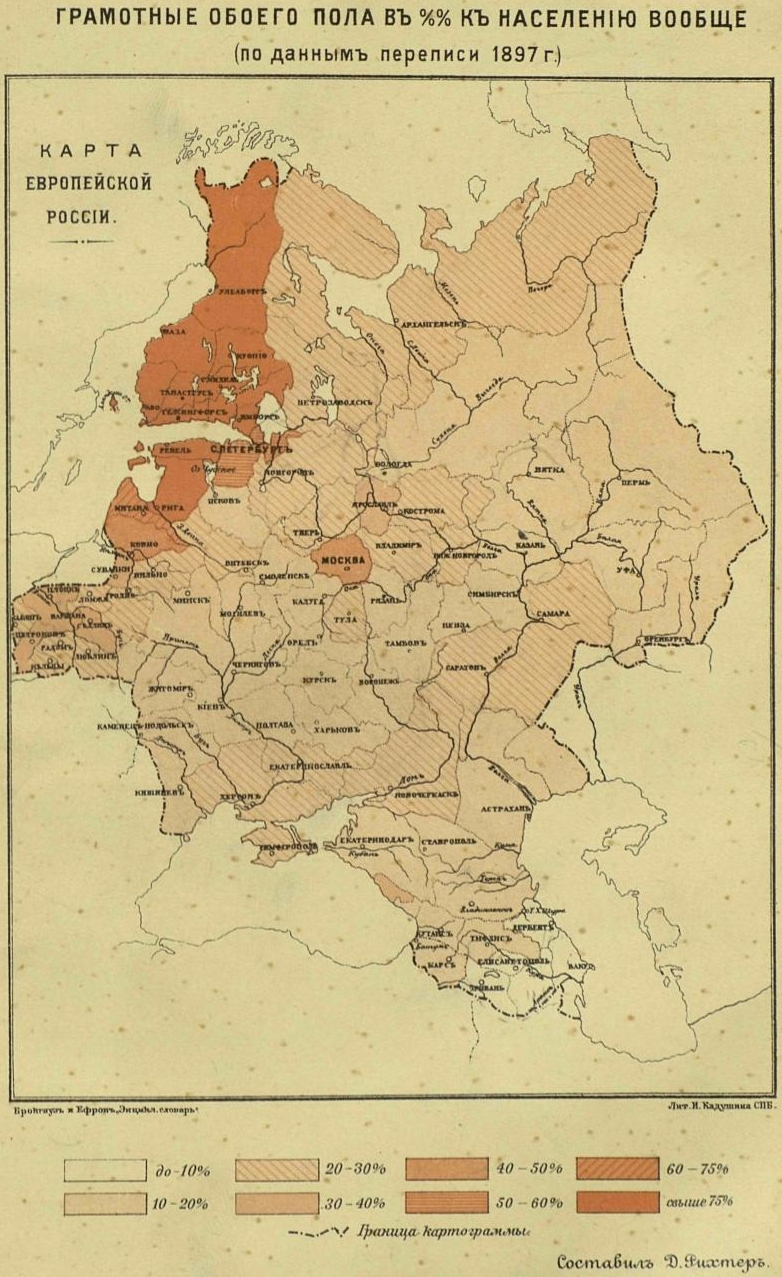
Els sistemes educatius públics fundats durant el govern suec anterior van fer d'Estònia i Finlàndia les dues zones més alfabetitzades de l'Imperi Rus (mapa de dades d'alfabetització del cens de 1897)

La història de l'educació formal a Estònia es remunta als segles XIII-XIV, quan es van fundar les primeres escoles monàstiques i catedrals. El primer manual en llengua estonia es va publicar el 1575. La universitat més antiga és la Universitat de Tartu que es va establir durant el regnat del rei Gustau II Adolf de Suècia el 1632. Els inicis del sistema educatiu públic estonià van aparèixer a la dècada de 1680, en gran part gràcies als esforços de Bengt Forselius, que també va introduir reformes ortogràfiques a l'estonià escrit.
L'educació actual a Estònia es divideix en educació general, professional i educació per aficions. El sistema educatiu es basa en quatre nivells que inclouen educació infantil, bàsica, secundària i superior. S'ha establert una àmplia xarxa d'escoles i institucions educatives de suport. El sistema educatiu estonià està format per institucions educatives estatals, municipals, públiques i privades. Actualment a Estònia hi ha 589 escoles.
L'educació superior acadèmica a Estònia es divideix en tres nivells: estudis de grau, estudis de màster i estudis de doctorat. En algunes especialitats (estudis bàsics de medicina, veterinària, farmàcia, odontologia, arquitecte-enginyer i programa de professorat presencial) els nivells de Grau i Màster s'integren en una unitat. També els bakalaureusekraad concedits abans o l'any 2002 són equivalents als títols de màster concedits després de la implementació del Procés de Bolonya l'1 de setembre de 2002. Les universitats públiques d'Estònia tenen molt més autonomia que les institucions d'educació superior aplicades. A més d'organitzar la vida acadèmica de la universitat, les universitats poden crear nous plans d'estudis, establir les condicions d'admissió, aprovar el pressupost, aprovar el pla de desenvolupament, triar el rector i prendre decisions limitades en matèria de patrimoni. Estònia té un nombre moderat d'universitats públiques i privades. Les universitats públiques més grans són la Universitat de Tartu, la Universitat de Tecnologia de Tallin, la Universitat de Tallinn, la Universitat d'Estònia de Ciències de la Vida, l'Acadèmia d'Arts d'Estònia, l'Acadèmia de Música i Teatre d'Estònia i la universitat privada més gran és la Universitat Internacional d'Audentes.
L’Acadèmia de Ciències d'Estònia és l'acadèmia nacional de ciències d'Estònia. La indústria informàtica a Estònia va començar a finals de la dècada del 1950 quan es van establir els primers centres informàtics a Tartu i Tallinn. Els especialistes estonians van contribuir en el desenvolupament d'estàndards d'enginyeria de programari per a diferents ministeris de la Unió Soviètica durant la dècada del 1980.
Estònia va començar a connectar totes les seves escoles a Internet molt aviat. Tiigrihüpe (estonià per Tiger Leap), fundat el 1996, va ser un projecte realitzat per l'estat per invertir molt en el desenvolupament i l'expansió de la infraestructura informàtica i de xarxa a Estònia, amb un èmfasi particular en l'educació. Gràcies a la seva ràpida adopció de la tecnologia educativa, les escoles d'Estònia també es van moure en línia sense problemes durant la pandèmia de la Covid-19 el 2020.
A l'informe del Programa 2022 per a l'avaluació internacional dels estudiants (PISA), els joves de 15 anys d'Estònia ocupen el primer lloc a Europa. Al món, els estudiants d'Estònia ocupen el sisè lloc en lectura, el sisè en matemàtiques i el sisè en ciències.
Per donar suport a l'enfocament integral de l'alumnat de manera personalitzada, les escoles d'Estònia donen suport sistemàticament al benestar i la salut mental dels estudiants.
El 2024 s'iniciarà una introducció gradual de l'estonià com a llengua que s'utilitzarà a totes les escoles, començant a l'educació infantil i al primer i quart grau. El curs escolar 2021/2022, el 13,5% dels estudiants van estudiar en rus, i aquest grup va tenir un rendiment inferior en comparació amb els estudiants que utilitzaven la llengua estonia.

## Educació infantil
L'educació preescolar s'imparteix a nens d'entre tres i set anys en institucions educatives especialment dedicades. L'objectiu principal de l'educació primerenca és donar suport a la família de l'infant afavorint el creixement i el desenvolupament de l'infant tenint en compte la seva individualitat. Les instal·lacions per a l'educació infantil són proporcionades per les autoritats locals a petició dels pares. Les institucions d'educació infantil segueixen els plans d'estudis estatals específicament formulats per a aquesta finalitat. Els nens que hagin superat el currículum d'educació infantil rebran un certificat en el qual consta el desenvolupament de l'infant. Els pares presentaran aquest certificat a l'escola on estarà matriculat el nen.

## Educació bàsica integral
El sistema educatiu bàsic obligatori a Estònia és l'escola integral de nou anys (estonià põhikool, escola bàsica), per a la qual l'assistència a l'escola és obligatòria (està permesa l'educació a casa, però rara). L'educació bàsica serveix com a requisit mínim obligatori de l'educació general, que es pot adquirir parcialment en escoles de primària (de 1r a 6è), de secundària (de 1r a 9è) o de batxillerat que també imparteixen currículums escolars bàsics.
Els primers quatre cursos de primària s'anomenen Algkool, que es pot traduir com escola inicial i es pot confondre amb l'escola primària. En algunes zones de baixa densitat de població, Algkool és l'única escola disponible i els alumnes entren a l'escola primària en una ciutat més gran.
L'educació bàsica està disponible a través del currículum nacional de l'escola bàsica o del currículum simplificat de l'escola bàsica.
Graduar-se a l'escola bàsica requereix que l'estudiant aprengui el pla d'estudis com a mínim a un nivell satisfactori, juntament amb la superació de tres exàmens de graduació de l'escola bàsica que consisteixen en l'idioma estonià o l'estonià com a segona llengua, matemàtiques i un examen sobre una assignatura que triï l'estudiant, així com la realització d'una tasca creativa.
Després de la graduació de l'escola bàsica, hi ha una sèrie de possibilitats per a la continuació de l'itinerari educatiu. Hi ha la possibilitat d'adquirir l'educació secundària general en el batxillerat, l'educació secundària professional en algun centre d'educació professional o simplement una ocupació.
Els coneixements, les habilitats i la competència dels estudiants s'avaluen normalment en una escala de cinc punts on «5» és «molt bo», «4» és «bo», «3» és «satisfactori», «2» és «pobre» i «1» és «feble». Les escoles poden utilitzar un sistema de marcatge diferent i per a les classes 1 a 3 o 4 un sistema de qualificació descriptiu que no utilitzi números.

## Educació secundària
L'educació secundària es basa en l'educació bàsica i es divideix en educació secundària general, impartida pels centres de secundària superior, i educació secundària professional, impartida per institucions educatives de formació professional. L'educació secundària general constitueix un conjunt de coneixements, habilitats i competències, establerts en el currículum nacional dels centres de secundària superior, l'adquisició dels quals és la condició prèvia per a la continuació dels estudis a les universitats i centres d'ensenyament professional. L'educació secundària superior no és obligatòria.
L'educació secundària general s'adquireix al gimnàs (en estonià gümnaasium), que és una escola secundària superior. El batxillerat és un centre d'educació general, que segueix l'escola bàsica i té un període d'estudis nominal de tres anys. Històricament a Estònia han prevalgut les escoles de secundària superior que inclouen els cursos 1 a 12 (és a dir, el període d'estudis dura 12 anys). L'aprenentatge diari es basa en els currículums escolars elaborats a partir del currículum nacional dels centres de secundària superior.
Els centres de secundària superior estan dissenyats per ajudar els estudiants a fer-se ciutadans creatius, polivalents, socialment madurs i fiables que han descobert un camp d'esforç que s'adapta millor als seus interessos i capacitats individuals per continuar el seu futur camí educatiu. El programa d'estudis de batxillerat s'estructura en cursos obligatoris i voluntaris.
La graduació de l'escola secundària superior requereix que l'estudiant hagi completat un pla d'estudis que consta d'almenys 96 cursos individuals aprovats com a mínim a un nivell satisfactori, aprovant els exàmens estatals que consisteixen en l'idioma estonià o l'estonià com a segona llengua, matemàtiques i un examen de llengua estrangera, aprovar l'examen de secundària superior i completar un treball de recerca de l'estudiant durant tot el període d'estudis o treballs pràctics.
L'obtenció de l'educació secundària general dóna dret als estudiants a continuar els seus estudis en una institució d'ensenyament superior o a cursar estudis de formació professional.

## Currículums

### Els currículums nacionals de secundària bàsica i secundària
Els plans d'estudis nacionals estableixen la norma per a l'educació secundària bàsica i general. Els plans d'estudis s'implanten a totes les escoles secundàries bàsiques i secundàries d'Estònia, independentment de l'estatus legal de les escoles, tret que la llei estableixi el contrari.
Els plans d'estudis dissenyats per a secundària i batxillerat s'estructuren al voltant de grups d'assignatures. En els centres de secundària, les assignatures es divideixen en cursos. La càrrega d'estudis mínima necessària per a la graduació ha d'incloure com a mínim 96 assignatures, que es divideixen entre assignatures obligatòries i optatives. Els plans d'estudis específics d'una assignatura preveuen oportunitats per combinar enfocaments específics de matèria i interdisciplinaris mitjançant l'ús de temes transversals i enfocaments unificats per a l'avaluació.

### Currículums internacionals
D'acord amb la Llei sobre escoles bàsiques i escoles secundàries superiors, és possible realitzar estudis a Estònia seguint el pla d'estudis formulat sota l'egida de l'Organització del Batxillerat Internacional (IBO) o de l'Estatut de les escoles europees. A Estònia, l'oportunitat d'estudiar segons els plans d'estudis de l'IBO la proporcionen el Tallinn English College, el Miina Härma Gymnasium, l'escola privada Audentes i l'International School of Estonia. L'Estatut de les Escoles Europees serveix com a carta per al funcionament de l’Escola Europea de Tallinn.
L'estudi basat en els currículums de l'IBO està patrocinat per l'estat a les escoles municipals, el Tallinn English College i el Miina Härma Gymnasium, mentre que a les escoles privades és subjecte a les taxes de matrícula.

## Finançament
Segons la Llei de centres bàsics i batxillerat, les despeses de funcionament de l'escola aniran a càrrec del director de l'escola. En la majoria dels casos, això significa governs locals. Els governs locals estan autoritzats a establir, reordenar i tancar escoles d'educació general. Els governs locals tenen en compte el nombre d'infants d'assistència obligatòria, vetllen pel control de l'assistència a l'escola, organitzen el transport escolar i el servei de menjador escolar i exerceixen una sèrie de funcions relacionades.
El nombre d'alumnes de les escoles municipals s'utilitzarà per calcular l'import de les subvencions estatals destinades amb càrrec als pressupostos de l'Estat als municipis. La subvenció estatal s'utilitza per cobrir les despeses dels salaris del professorat, els impostos socials, la formació i els llibres de text. També s'ofereixen subvencions similars als centres privats d'educació general, tal com estableix la Llei de centres privats. En fer-ho, l'estat s'abstindrà de prescriure directrius sobre l'ús dels fons assignats. El govern local es reserva l'obligació i el dret de finançar les escoles en funció de les seves necessitats reals.

## Educació superior
Llista de les universitats a Estònia.

### Universitats públiques integrals
Fonts:

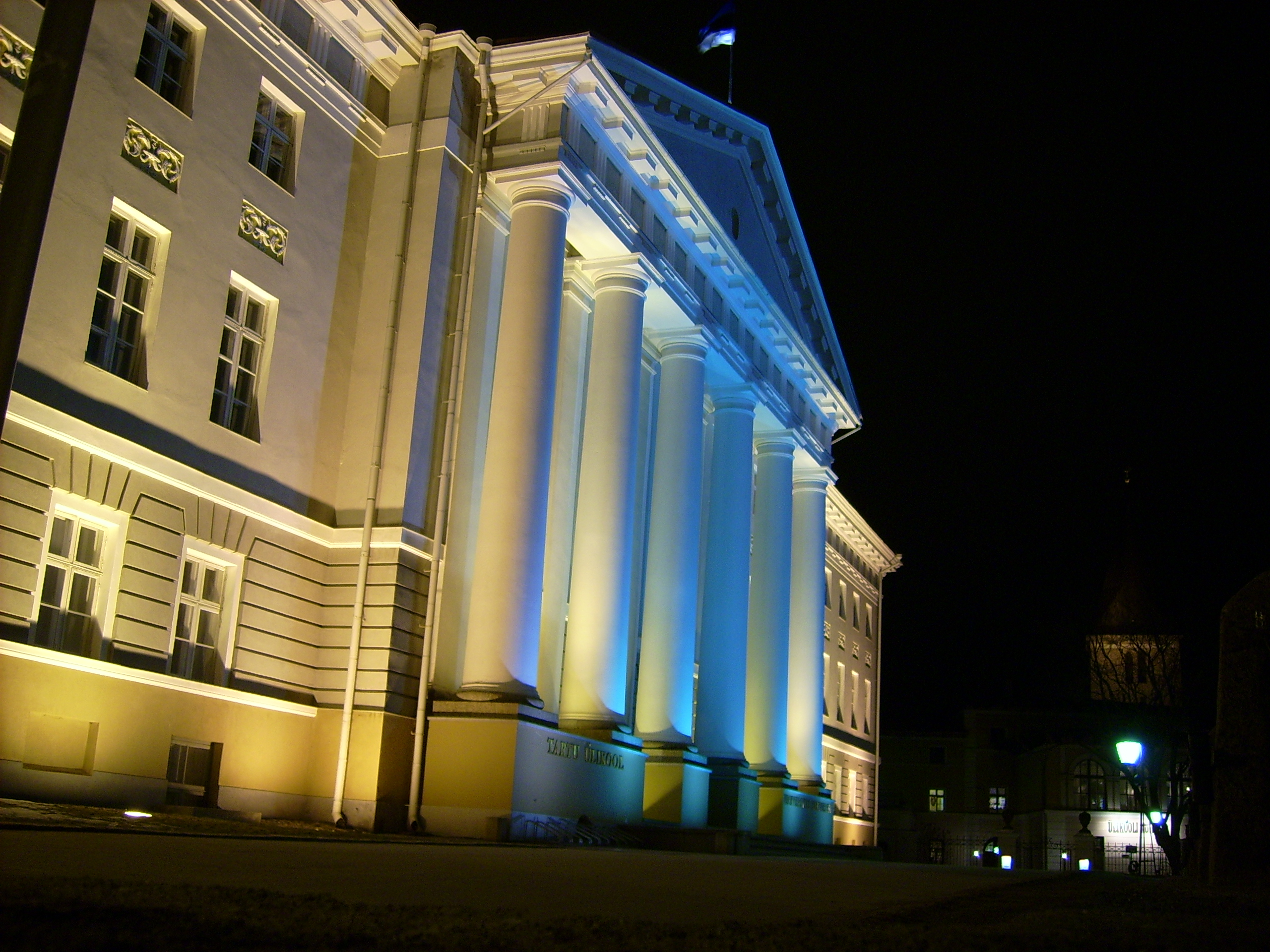
La Universitat de Tartu és la universitat més antiga i prestigiosa del país.

- Universitat de Tallinn (Tallinna Ülikool)
- Universitat Tecnològica de Tallinn (Tallinna Tehnikaülikool)
- Universitat de Tartu (Tartu Ülikool)

### Universitats públiques especialitzades
- Acadèmia d'Arts d'Estònia (Eesti Kunstiakadeemia), Tallinn
- Acadèmia d'Estònia de Música i Teatre (Eesti Muusika- ja Teatriakadeemia), Tallinn
- Acadèmia d'Estònia de Ciències de la Seguretat (Sisekaitseakadeemia), Tallinn
- Estonian Aviation Academy (Eesti Lennuakadeemia), Tartu-Reola
- Acadèmia Marítima Estònia (Eesti Mereakadeemia), Tallinn
- Estonian National Defense College (KVÜÕA Kõrgem Sõjakool), Tartu
- Acadèmia del Servei Públic d'Estònia, Tallinn
- Universitat d'Estònia de Ciències de la Vida (Eesti Maaülikool), Tartu
- Universitat de Ciències Aplicades de Tallinn (Tallinna Tehnikakõrgkool), Tallinn
- Universitat de Ciències Aplicades de Pallas (Kõrgem Kunstikool Pallas), Tartu

### Universitats privades
- Estonian Business School (EBS), Tallinn

### Institucions multinacionals
- Baltic Defense College (Balti Kaitsekolledž), Tartu

### Institucions privades
- Estonian School of Diplomacy (Eesti Diplomaatide Kool), Tallinn
- Euroacademy (Euroakadeemia), Tallinn
- Institut de Teologia (Usuteaduse Instituut), Tallinn
- Estonian Entrepreneurship University of Applied Sciences (Eesti Ettevõtluskõrgkool Mainor), Tallinn
- Acadèmia de Teologia Tartu (Tartu Teoloogia Akadeemia), Tartu

### Sense classificar
- Escola de Serveis de Tallinn
- Tallinn Health Care College